# Surat (Francja)
Surat – miejscowość i gmina we Francji, w regionie Owernia-Rodan-Alpy, w departamencie Puy-de-Dôme.
Według danych na rok 1990 gminę zamieszkiwały 403 osoby, a gęstość zaludnienia wynosiła 46 osób/km² (wśród 1310 gmin Owernii Surat plasuje się na 466. miejscu pod względem liczby ludności, natomiast pod względem powierzchni na miejscu 857.).